# Versorgungstechnik

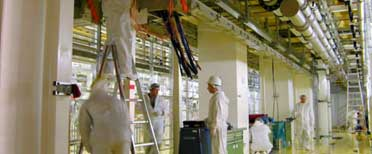
Versorgungstechnische Installationen in einem Fabrikgebäude

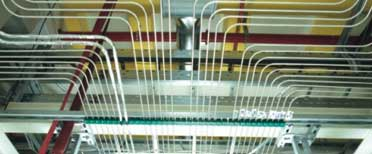
Installation für die Prozessversorgung

Unter Versorgungstechnik werden im Allgemeinen alle technischen Maßnahmen zusammengefasst, die Gebäude, Betriebsstätten und sonstige Einrichtungen versorgen.
Versorgungstechnische Anlagen dienen
- der energetischen Versorgung, z. B. mit Strom, Gas und Wärme zur Gebäudeheizung,
- der stofflichen Versorgung, z. B. mit Wasser und Gas,
- der Entsorgung von Abwasser und Abfall und
- der Herstellung von Kommunikations- und Datenverbindungen.

Welche Anlagen im Einzelnen dazu gezählt werden, hängt vom Kontext ab.
Die Versorgungstechnik kann als Teilbereich sowohl der Gebäudetechnik, des Anlagenbaus wie auch der Verfahrenstechnik angesehen werden.

## Begrifflichkeiten
Weder in dem Entwurf der DIN 4749 noch im Blatt 1 der VDI 4700 wird der Begriff Versorgungstechnik definiert. Gebräuchlicher sind die Begriffe Technische Gebäudeausrüstung (TGA) bzw.  Gebäudetechnik oder Gebäudetechnische Anlage (GTA) sowie das englische MEP (Mechanical Electrical and Plumbing), die sich in der Regel zwar nur auf Anlagen innerhalb von Gebäuden beziehen, die aber eine große Schnittmenge mit der Versorgungstechnik gemein haben. Die Begriffe werden teilweise auch synonym verwendet.
Alternativ zu Gebäudetechnik sind noch die Begriffe Technischer Ausbau, Technische Ausrüstung (HOAI) sowie Haustechnik gebräuchlich. Der Begriff Haustechnik wird von Handwerkern umgangssprachlich meist nur auf Anlagen der Sanitär-, Heizungs- und Klimatechnik im Bereich von Wohngebäuden bezogen. Im eigentlichen  Wortsinn zählen aber auch Elektrotechnische, elektromechanische und steuerungstechnische Anlagen zur Technik, die in Häusern fest verbaut ist.

### Bereiche der Versorgungstechnik und Kurzbezeichnungen
Zusammengefasst werden Heizungsbau, Klima- und Lüftungstechnik häufig als HKL- oder HLK-Technik, also Heizungs-, Lüftungs- und Klimatechnik bezeichnet. Insbesondere in der Schweiz wird auch die Abkürzung HLKK-Technik für Heizungs-, Lüftungs-, Klima- und Kältetechnik verwendet.
Die entsprechende internationale Bezeichnung lautet HVAC für „Heating, Ventilation and Air Conditioning“.
Seltener sind die Bezeichnungen KHL für Kühlen, Heizen, Lüften und WBR für Wärmeversorgung, Brauchwassererwärmung und Raumlufttechnik.
Wenn der verwandte Bereich der Sanitärtechnik ausdrücklich erwähnt werden soll, werden die Abkürzungen SHK-Technik, für Sanitär-, Heizungs- und Klimatechnik, HLS für Heizung, Lüftung, Sanitär oder HKLS bzw. HKSL für Heizung, Klimatechnik, Lüftung, Sanitär verwendet. 

Der Bereich der Sanitärtechnik selber wird gelegentlich auch als GWI für Gas-Wasser-Installation oder GWA abgekürzt, was für Gas-, Wasser- und Abwassertechnik (oder Gas-, Wasser-, Abwasser- und Feuerlöschtechnik) steht.
RLT steht für Raumlufttechnik. 

ELT steht für Elektrotechnik. 

FMT wird gelegentlich für Fernmeldetechnik verwendet. 

GLT steht für Gebäudeleittechnik. 

MSR steht für Mess-, Steuer- und Regelungstechnik. 

AFL steht für Aufzugs-, Förder- und Lagertechnik.

## Teilgebiete
Die Versorgungstechnik umfasst:
- Technik zur Umwandlung von Energie: z. B. Kraftwerk oder Heizung,
- Technik zur Übertragung von Energie und Stoffen: z. B. Erschließung von Grundstücken und Gebäuden, Stromnetz, Fernwärmenetz, Wasserversorgung oder Kanalisation,
- Technik zur Bereitstellung von Energie und Stoffen (z. B. Steckdose, Beleuchtung, Kommunikationsanlage, Klimatisierung, Heizkörper oder Zapfstelle)
- Technik zur Steuerung von Energie- und Stoffflüssen: z. B. Gebäudeautomation

Eine Einteilung der versorgungstechnischen Anlagen nach Kostengruppen wird in der Kostengliederung der DIN 276 „Kosten im Bauwesen“ vorgenommen (Abschnitt Kostengruppe 400 Bauwerk – Technische Anlagen und 550 Technische Anlagen). Die Gliederung der 2. Ebene der 400er KG aus der DIN 276 wird vielfach genutzt. So teilt die HOAI die Fachplanung der technischen Ausrüstung im Anwendungsbereich nach Anlagengruppen auf. Auch der Verein deutscher Ingenieure (VDI) verwendet strukturiert verschiedenen Richtlinien nach Kostengruppen oder verweist auf diese. Auch die Gliederung des VDI-Fachbereich Technische Gebäudeausrüstung kann als Richtschnur dienen. Allerdings fällt hier auf, dass dem Bereich Reinraumtechnik ein eigner Fachausschuss gewidmet wurde.
In der nachfolgenden Tabelle sind die einzelnen Teilgebiete den Kostengruppen (KG) der DIN 276 und der Anlagengruppen (AG) der HOAI zugeordnet. Hierbei ist zu beachten, dass die AG der HOAI nach aktueller Kommentierung auch die jeweilig zugehörigen Anlagenteile aus der KG 550 (bis 2018-12: KG 540) umfasst. Dies passt auch zu Abs. 4, §54 der HOAI, wo es heißt: „Nicht anrechenbar sind die Kosten für die nichtöffentliche Erschließung und die Technischen Anlagen in Außenanlagen, soweit der Auftragnehmer diese nicht plant oder ihre Ausführung nicht überwacht.“
| KG der DIN 276 | Bez. der DIN 276                                                 | AG der HOAI | Bez. der HOAI                                                | VDI-Fachausschuss                             | Bemerkung                               |
| -------------- | ---------------------------------------------------------------- | ----------- | ------------------------------------------------------------ | --------------------------------------------- | --------------------------------------- |
| 410            | Abwasser-, Wasser- und Gasanlagen                                | 1           | Abwasser-, Wasser- und Gasanlagen                            | Sanitärtechnik                                | -                                       |
| 420            | Wärmeversorgungsanlagen                                          | 2           | Wärmeversorgungsanlagen                                      | Wärmetechnik/Heiztechnik                      | s. a.: Heizungstechnik                  |
| 430            | Raumlufttechnische Anlagen                                       | 3           | Lufttechnische Anlagen                                       | Raumlufttechnik                               | s. a.: Lüftungstechnik und Klimatechnik |
| 440            | Elektrische Anlagen                                              | 4           | Starkstromanlagen                                            | Elektrotechnik und Gebäudeautomation (FA-ELT) | s. a.: VDE                              |
| 450            | Kommunikations-, sicherheits- und informationstechnische Anlagen | 5           | Fernmelde- und informationstechnische Anlagen                | Elektrotechnik und Gebäudeautomation (FA-ELT) | -                                       |
| 460            | Förderanlagen                                                    | 6           | Förderanlagen                                                | Aufzugstechnik (FA-AUF)                       | -                                       |
| 470            | Nutzungsspezifische und verfahrenstechnische Anlagen             | 7           | nutzungsspezifische Anlagen und verfahrenstechnische Anlagen | -                                             | -                                       |
| 480            | Gebäude- und Anlagenautomation                                   | 8           | Gebäudeautomation und Automation von Ingenieurbauwerken      | Elektrotechnik und Gebäudeautomation (FA-ELT) | -                                       |
| 490            | Sonstige Maßnahmen für technische Anlagen                        | -           | -                                                            | -                                             | -                                       |

Bei dieser Einteilung unberücksichtigt bleiben technische Anlagen, die funktional im direkten Zusammenhang zu Anlagen der KG 300 wie zum Beispiel kraftbetätigte Türen oder Tore, elektromechanischer Sonnenschutz oder RWA-Anlagen stehen.

## Entwicklung
Die Gebäudetechnik ist keine Erfindung der neueren Zeit, bereits in frühesten Wohngebäuden/Hütten sind erste Ansätze technischer Ausstattung zu finden. Bereits in der Antike war die Gebäudetechnik auf hohem Niveau angelangt, so denke man z. B. an die Wasserversorgung im Römischen Reich mit Hilfe von Aquädukten und Leitungssystemen (Bleirohre) oder die schon bei den Kretern und Römern betriebene Fußbodenheizung mittels Durchleitung von Rauchgasen in darunterliegenden Kammern (Hypokaustenheizung).

### Jüngere Zeitgeschichte
Im VDI wurde 1975 die Fachgesellschaft TGA gegründet. Die Gebäudetechnik nimmt einen immer größeren Anteil an Aufwand und Kosten von Gebäuden ein. Ihr Anteil im Hochbau beträgt je nach Gebäudeart zwischen 25 % und 60 % der Gesamtbaukosten. Bei komplexen Bauprojekten wird die Gebäudetechnik durch Fachplaner betreut. Der Objektplaner (z. B. ein Architekt) oder ein Projektsteuerer übernimmt nur noch die übergreifende Koordination.

## Berufsbild
Im deutschsprachigen Raum finden sich verschiedene Berufe, die mit versorgungstechnischen Anlagen zusammenhängen.
Im akademischen Bereich sind eine Reihe Berufsbilder vertreten, die Anlagen entwickeln, fertigen oder planen. In der Regel werden von den mit versorgungstechnischen Anlagen befassten Ingenieuren auf Grund der Komplexität der Materie nur fachliche Teilbereiche der Versorgungstechnik während der beruflichen Tätigkeit abgedeckt.
Ähnlich verhält es sich mit den dualen Berufsausbildungen der Versorgungstechnik: technischen Zeichnern, Anlagenmechaniker für Sanitär-, Heizungs- und Klimatechnik und Installateur (Schweiz: Sanitärinstallateur). In Österreich ist die Installations- und Gebäudetechnik ein Modullehrberuf. Im Bereich der Aufzugstechnik gibt es in Deutschland aktuell (2016) weder einen Ausbildungsberuf noch einen Studiengang.
Durch eine Aufstiegsfortbildung können Personen im Bereich der Versorgungstechnik zum Techniker werden, zum Beispiel zum Techniker für Heizungs-, Lüftungs- und Klimatechnik.

### Studium
In Deutschland wird Versorgungstechnik als ein eigenständiger Studiengang an verschiedenen Fachhochschulen angeboten. Die Studienrichtung deckt in der Regel weite Teile der Versorgungstechnik ab, ohne aber alle Teilgebiete im Rahmen der Ausbildung vertiefen zu können. In der DDR hieß der entsprechende Studiengang meist Technische Gebäudeausrüstung. An einigen (Technischen) Universitäten wird Versorgungstechnik als Fachrichtung im Rahmen des Verfahrenstechnik- oder Maschinenbau-Studiums angeboten.
Vor Beginn des Bologna-Prozess wurde nach dem Abschluss des Studiums der akademische Grad „Dipl.-Ing. (FH)“ verliehen. Im Bologna-Prozess haben die meisten Fachhochschulen ihre Studiengänge auf das international verbreitete System mit dem Abschluss „Bachelor of Engineering“ und dem Aufbaustudium zum „Master of Engineering“ umgestellt.
An den Hochschulen werden die Fachbereiche oft noch in Spezialisierungen bzw. Fachrichtungen unterteilt. Die verbreitetste Fachrichtung dürfte die Technische Gebäudeausrüstung sein. Darüber hinaus gibt es z. B. Energie- und Umwelttechnik, Entsorgungstechnik und Facilitymanagement.
Hochschulen und Universitäten, die den Studiengang Versorgungstechnik anbieten, sind z. B.:
- Berliner Hochschule für Technik (BHT) (Gebäude- und Energietechnik (Bachelor), Gebäudetechnik und Energiemanagement (Master))
- Hochschule für Technik und Wirtschaft Berlin (Facility-Management (Bachelor), Gebäudeenergie- und -informationstechnik (Bachelor / Master))
- Technische Universität Berlin (Studiengang Energie- und Prozesstechnik (Bachelor), Gebäude-Energie-Systeme (Master))
- Fachhochschule Bingen (Fachrichtung Energie- und Prozesstechnik (Bachelor))
- Hochschule Biberach (Gebäudeklimatik)
- Hochschule Bremerhaven
- Hochschule Coburg (Fachrichtung Gebäudetechnik im Studiengang Bauingenieurwesen)
- Hochschule Darmstadt (Gebäudesystemtechnik: Energieeffiziente Wohn- und Gebäudetechnologie (Bachelor of Engineering))
- Fachhochschule Dortmund (Fachrichtung Elektrotechnik mit Vertiefung Gebäudesystemtechnik)
- Hochschule für Technik und Wirtschaft Dresden (Maschinenbaustudium mit TGA als mögliches Hauptstudium)
- Technische Universität Dresden (Vertiefungsmodul Gebäudeenergietechnik der Studienrichtung Energietechnik des Studiums Maschinenbau)
- Fachhochschule Erfurt (Gebäude- und Energietechnik (Bachelor/Master))
- Hochschule Esslingen
- Westfälische Hochschule
- HAWK Hochschule Hildesheim/Holzminden/Göttingen
- Technische Hochschule Köln
- Hochschule Lausitz
- Hochschule Magdeburg-Stendal (Studienrichtung Bauingenieurwesen)
- Duale Hochschule Baden-Württemberg Mannheim (Studienrichtung Versorgungs- und Energiemanagement  des Studiums Maschinenbau)
- Technische Hochschule Mittelhessen (Fachbereich Maschinenbau, Energie- und Wärmetechnik, Studiengang Energiesysteme mit dem Schwerpunkt Gebäudesystemtechnik)[9]
- Hochschule für angewandte Wissenschaften München
- Fachhochschule Münster (Fachbereich Energie·Gebäude·Umwelt, Bachelor- und Master-Studiengänge)
- Technische Hochschule Nürnberg Georg Simon Ohm
- Hochschule Offenburg
- Fachhochschule Südwestfalen (Studiengang „Wirtschaftsingenieurwesen Energie und Gebäude“, Schwerpunkt auf Gebäudesystemtechnologie, Bachelor of Engineering)
- Hochschule Trier
- Ostfalia Hochschule für angewandte Wissenschaften in Wolfenbüttel FH-Energie- und Gebäudetechnik (Bachelor), Bio- und Umwelttechnik (Bachelor), Energie- und Gebäudetechnik im Praxisverbund (Bachelor), Energiesystemtechnik (Master), Netztechnik- und Betrieb (Master)
- Berufsakademie Sachsen – Staatliche Studienakademie Glauchau (BA Glauchau) (Studiengang Versorgungs- und Umwelttechnik)
- Hochschule Wismar (Anlagen- und Versorgungstechnik (Bachelor))
- Westsächsische Hochschule Zwickau
- Fachhochschule Lübeck (Energie- und Gebäudeingenieurwesen (Bachelor))
- Hochschule 21 (Gebäudetechnik DUAL)

Den Abschluss Bachelor of Science in Kältetechnik und Klimatechnik bietet auch die Europäische Studienakademie Kälte-Klima-Lüftung in Frankfurt/Main an.

## Regelwerke
Technische Regeln, Normen und Verordnungen, die sich mit dem Bereich der Versorgungstechnik beschäftigen, gibt es viele. Das Deutsche Institut für Normung, der VDI und der VdS veröffentlichen ihre Regelwerke über den Beuth Verlag.
Für den Bereich der öffentlichen Verwaltungen in Deutschland gibt der Arbeitskreis Maschinen- und Elektrotechnik staatlicher und kommunaler Verwaltungen (AMEV) Empfehlungen zu Planung, Bau und Betrieb der Technischen Gebäudeausrüstung heraus.
Die Bundeswehr bedient sich der „Baufachlichen Richtlinien“ (BFR), welche vom Fachinformation Bundesbau erstellt und herausgegeben werden.

## Organisationen
- Bundesindustrieverband Technische Gebäudeausrüstung – BTGA, ein 1898 gegründeter Dachverband
- Bundesverband der Energie- und Wasserwirtschaft – bdew
- CECED Home Appliances Interoperating Network – CHAIN – Ein Standard für die Kommunikation elektrischer Hausgeräte der Convergence Working Group des europäischen Verbands der Hausgerätehersteller CECED.
- Deutscher Verein des Gas- und Wasserfaches – DVGW, ein 1859 gegründeter Branchenverband
- European Drinking Water – EDW
- Figawa – Bundesvereinigung der Firmen im Gas- und Wasserfach e. V. – Technisch-wissenschaftliche Vereinigung mit Sitz in Köln
- German Water Partnership e. V. – GWP – Netzwerk rund 350 privater und öffentlicher Unternehmen aus dem Wasserbereich, sowie Fachverbänden und Institutionen aus Wirtschaft, Wissenschaft und Forschung zur Verbesserung der Rahmenbedingungen für das Geschäftsfeld im Ausland, Beförderung von Innovationen sowie Lösungen wasserwirtschaftlicher Probleme
- Gas- und Wärme-Institut Essen e. V., ein 1937 gegründetes Forschungsinstitut
- International Water Association – IWA
- Schweizerischer Verein des Gas- und Wasserfaches
- Suissetec – Schweizerisch-Liechtensteinischer Gebäudetechnikverband – Branchenverband für die Gebäudetechnik in der Schweiz und in Liechtenstein
- Zentralverband Sanitär Heizung Klima/ Gebäude- und Energietechnik Deutschland – ZVSHK/GED